# Curimus montenegrinus
Curimus montenegrinus is een keversoort uit de familie pilkevers (Byrrhidae). De wetenschappelijke naam van de soort is voor het eerst geldig gepubliceerd in 1881 door Reitter.